# Cantone di Cahors-Sud
Il Cantone di Cahors-Sud era una divisione amministrativa dell'arrondissement di Cahors.
È stato soppresso a seguito della riforma complessiva dei cantoni del 2014, che è entrata in vigore con le elezioni dipartimentali del 2015.
Comprendeva parte della città di Cahors e i comuni di:
- Arcambal
- Labastide-Marnhac
- Le Montat
- Trespoux-Rassiels